# Томас, Люк (футболист, 2001)
Лю́к Джо́натан То́мас (англ. Luke Jonathan Thomas; родился 10 июня 2001) — английский футболист, защитник клуба «Лестер Сити».

## Клубная карьера
Воспитанник футбольной академии «Лестер Сити». В основном составе «лис» дебютировал 16 июля 2020 года в матче Премьер-лиги против «Шеффилд Юнайтед», отдав голевую передачу на Айосе Переса.

## Карьера в сборной
Выступал за сборные Англии до 18, до 19, до 20 лет и до 21 года.

## Достижения

### Командные достижения
«Лестер Сити»
- Обладатель Кубка Англии: 2021